# Nossis
Nossis (grec antic: Νοσσίς) va ser una poetessa grega nascuda a Locres Epizefiris, a la Magna Grècia.
Va florir cap a l'any 310 aC en el Període hel·lenístic i seria una mica anterior a Teòcrit de Siracusa. És l'autora d'una dotzena d'epigrames de tipus votiu, amorós o funerari de gran bellesa que figuren a l'Antologia grega. Pels mateixos epigrames, se sap que era filla de Tèufila i que tenia una filla de nom Melinna, que de vegades s'ha confós amb la poeta Melinno. Els poemes estan dedicats a Afrodita i quasi tots contenen referències a dones, és a dir, són de temàtica femenina. Nossis es formà a l'escola dòrica peloponnèsica i escrigué en dialecte dòric i èpic.
Els epigrames van ser publicats per primera vegada l'any 1734 a Hamburg.